# Jeanne Omelenchuk
Jeanne Marie Omelenchuk-Robinson (* 25. März 1931 in Detroit, Michigan; † 26. Juni 2008 in Lapeer, Michigan) war eine US-amerikanische Eisschnellläuferin.
Omelenchuk konnte ihre ersten nationalen Titel als Radrennfahrerin erzielen, bevor sie in den 1950er Jahren Erfolge im Eisschnelllauf feierte. Als 1960 bei den Olympischen Winterspielen in Squaw Valley, Kalifornien erstmals Eisschnelllaufwettbewerbe für Frauen ausgetragen wurden, trat sie über 500 m, 1000 m und 1500 m an und konnte dabei zwei 15. sowie einen 16. Platz belegen. Acht Jahre später startete Omelenchuk im französischen Grenoble über 1500 m und 3000 m bei den Olympischen Winterspielen. Sie erreichte dabei die Plätze 25 und 11. Mit fast 41 Jahren startete sie 1972 erneut auf olympischen Eis in Sapporo und erlief sich den 22. Rang über 3000 m.
Omelenchuk graduierte an der Wayne State University und arbeitete danach als Kunstlehrerin.
1985 startete sie eine Politikkarriere und zog in den Stadtrat von Warren ein. Sie hatte diesen Sitz für zehn Jahre inne. Zwischendurch war sie für vier Jahre ebenfalls als Bürgermeisterin aktiv.
Des Weiteren wurde Omelenchuk in diverse Hall of Fames des Sports in Michigan sowie der Wayne State University aufgenommen.

## Persönliche Bestzeiten
| Strecke | Zeit        | Datum           | Ort      |
| ------- | ----------- | --------------- | -------- |
| 500 m   | 45,60 s     | 22. Januar 1969 | Davos    |
| 1000 m  | 1:32,90 min | 7. Januar 1972  | Davos    |
| 1500 m  | 2:26,90 min | 22. Januar 1969 | Berlin   |
| 3000 m  | 5:14,90 min | 6. Februar 1968 | Grenoble |